# Lissut
Le Lissut erano un duo musicale finlandese attivo dal 2007 al 2009 e formato da Mitra Kaislaranta e Tiia Erämeri.

## Carriera
Originarie di Oulu, Mitra e Tiia utilizzavano rispettivamente gli pseudonimi M1tsQ e T1tsQ. Sono salite alla ribalta nell'estate del 2007, quando il loro singolo di debutto Pissikset è entrato alla 19ª posizione della Suomen virallinen lista. Il loro album di debutto eponimo è uscito a maggio 2008 su etichetta discografica UHO Production. Hanno cantato al festival Down by the Laituri nel 2007, e l'anno successivo al Summeri di Yleisradio.
Dopo il loro scioglimento nel 2009, Mitra Kaislaranta ha continuato a cantare come solista, finendo per vincere la settima edizione del talent show di MTV3 Idols.

## Discografia

### Album
- 2008 – Lissut

### Singoli
- 2007 – Pissikset
- 2007 – Hippa
- 2008 – Me mennään